# تانکوبون

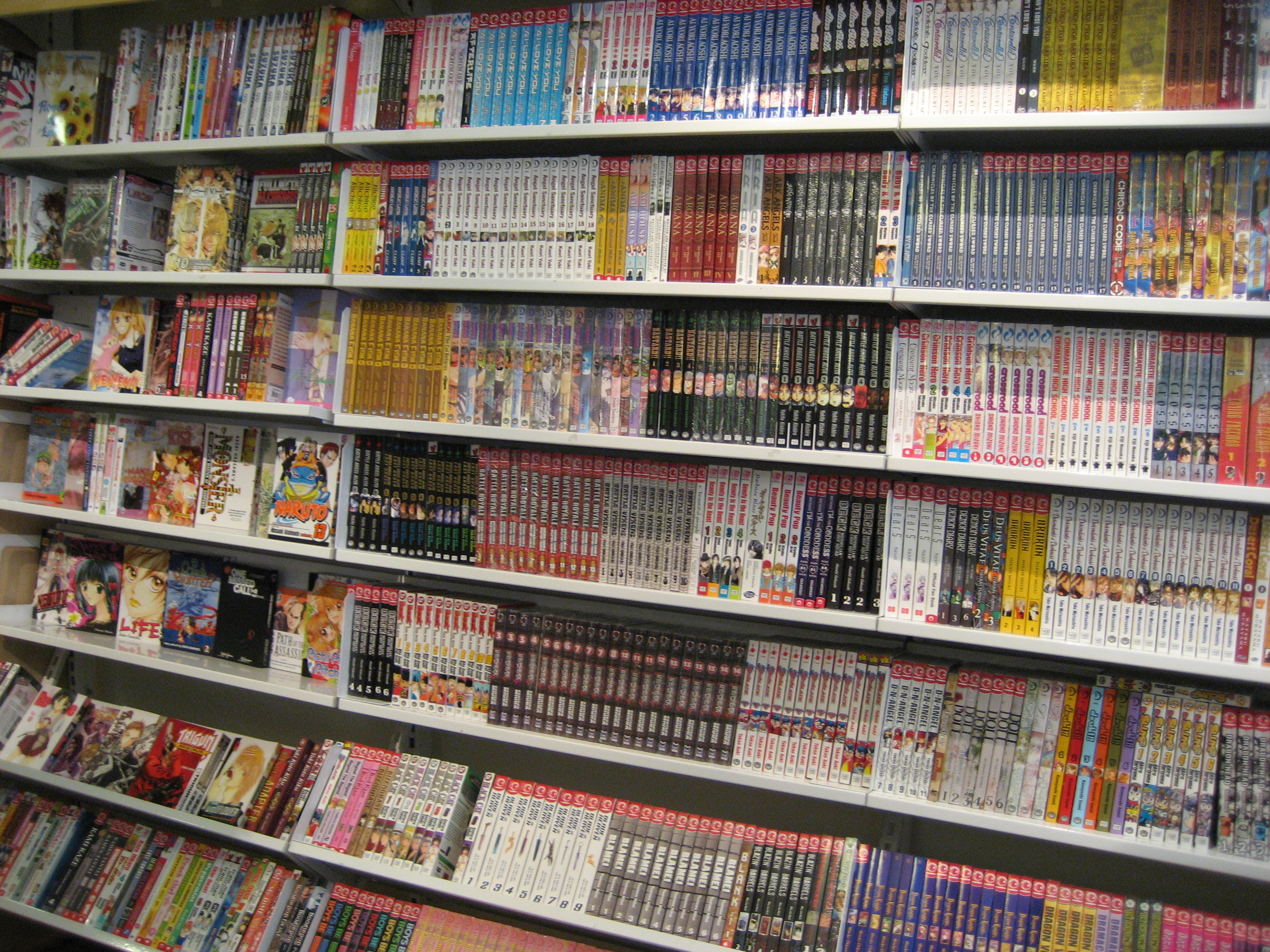
قفسه‌ای با مانگاهای مختلف مجموعه tankōbon

تانکُوبُون (به ژاپنی: 単行本) (به معنای کتاب مستقل و مجزا)، واژه‌ای ژاپنی برای توصیف کتابی که به خودی خود کامل به حساب می‌آید و بخشی از مجموعه یا پیکره نیست (مشابه تک‌نگاری). تانکوبون در ژاپن مدرن قالب رایجی برای بیشتر رمان‌های گرافیکی مانگا به‌شمار می‌رود که دارای صفحات زیادی هستند و اکثر آن‌ها دارای جلد نرم می‌باشند. این واژه می‌تواند برای رمان، آثار غیر داستانی، کتاب‌های درسی اقتصاد، کتاب‌هایی دارای مجموعه‌ای منسجم از عکس‌ها و غیره در قالب گالینگور استفاده شود.
تانکوبون شامل بونکوبون (که معمولاً در رمان‌ها استفاده می‌شود)، شینشو (که به‌طور معمول برای آثار غیر داستانی استفاده می‌شود)، یا قالبی نسبتاً بزرگتر با عنوان موکو (به ژاپنی: ムック, mukku) نمی‌شود. تانکوبون می‌تواند در هر ابعادی باشد، از کتابی با اندازه مینیاتوری گرفته تا یک کتاب مجلل به اندازه فولیو، اما اغلب اندازه‌ای در حدود ۷*۵ اینچ دارد.